# Lista okrętów Marynarki Wojennej Stanów Skonfederowanych

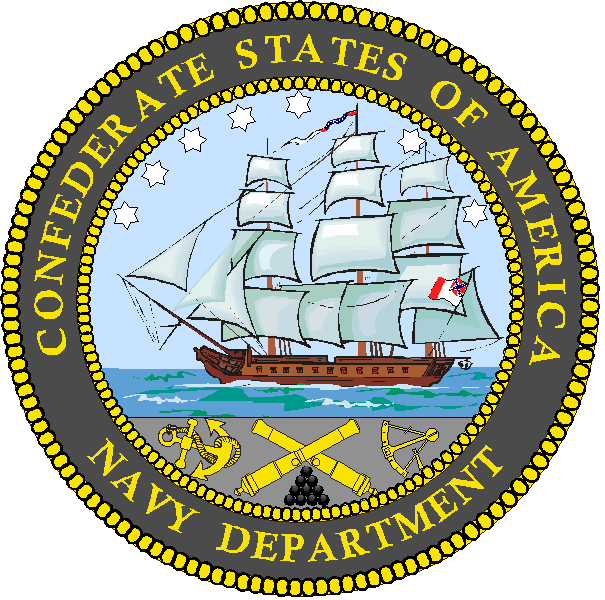
Pieczęć departamentu Confederate States Navy

Lista okrętów Marynarki Wojennej Konfederacji, Armii Konfederacji, skonfederowanych stanów i prywatnych okrętów walczących po stronie Konfederacji, włącznie z cywilnymi łamaczami blokady

## Okręty pancerne
- CSS „Albemarle”
- CSS „Atlanta”
- CSS „Arkansas”
- CSS „Baltic”
- CSS „Chicora”
- CSS „Charleston”
- CSS „Columbia”
- CSS „Fredericksburg”
- CSS „Georgia”
- CSS „Louisiana”
- CSS „Manassas”
- CSS „Mississippi”
- CSS „Muscogee”
- CSS „Nashville”
- CSS „Neuse”
- CSS „North Carolina”
- CSS „Palmetto State”
- CSS „Raleigh”
- CSS „Richmond”
- CSS „Savannah”
- CSS „Stonewall”
- CSS „Tennessee”
- CSS „Texas”
- CSS „Virginia” (ex-USS „Merrimack”)
- CSS „Virginia II”

## Taranowce rzeczne (ang.Cottonclad rams)
Poniższe taranowce rzeczne należały do Flotylli Obrony Rzeki (River Defense Fleet), podporządkowanej Armii Konfederacji (z wyjątkiem późniejszych „Webb” i „Queen of the West”):
- CSS „Colonel Lovell”
- CSS „Defiance”
- CSS „General Beauregard”
- CSS „General Bragg”
- CSS „General Breckinridge”
- CSS „General Lovell”
- CSS „General Sterling Price”
- CSS „General Sumter”
- CSS „General Thompson”
- CSS „General Van Dorn”
- CSS „Little Rebel”
- CSS „Queen of the West”
- CSS „Resolute”
- CSS „Stonewall Jackson”
- CSS „Warrior”
- CSS „Webb”

## Krążowniki
- CSS „Alabama”
- CSS „Archer”
- CSS „Chickamauga”
- CSS „Clarence”
- CSS „Florida”
- CSS „Georgia”
- CSS „Nashville”
- CSS „Rappahannock”
- CSS „Shenandoah”
- CSS „Sumter”
- CSS „Tacony”
- CSS „Tallahassee”

## Kanonierki
- CSS „Chattahoochee”
- CSS „Curlew”
- CSS „De Soto”
- CSS „Drewry”
- CSS „Ellis”
- CSS „Gaines”
- „General Quitman” (okręt marynarki Luizjany)
- CSS „George Page”
- „Governor Moore” (okręt marynarki Luizjany)
- CSS „Grand Duke”
- CSS „Hampton”
- CSS „Isondiga”
- CSS „Jackson”
- CSS „Jamestown”
- CSS „Lady Davis”
- CSS „McRae”
- CSS „Morgan”
- CSS „Oregon”
- CSS „Patrick Henry”
- CSS „Raleigh”
- CSS „Sampson”
- CSS „Savannah”
- CSS „Sea Bird”
- CSS „Selma”
- CSS „Teaser”
- CSS „Water Witch” (wcześniej USS „Water Witch”)

## Okręty torpedowe
- CSS „David”
- CSS „Scorpion”

## Transportowce
- CSS „Bombshell”
- CSS „Cotton Plant”
- CSS „Darlington”

## Rządowe łamacze blokady
- CSS „Florida”
- CSS „Owl”
- CSS „Robert E. Lee”

## Cywilne łamacze blokady
- „Caroline” (a.k.a. USS „Arizona”)
- PS „Lelia”
- „Memphis” (później USS „Memphis”)
- „Rob Roy”
- „William Hewes”

## Inne
- CSS „Beaufort” (holownik)
- „H.L. Hunley” (okręt podwodny)
- CSS „Kanawha Valley” (statek szpitalny)
- CSS „Resolute” (holownik)
- CSS „United States” (fregata; czasem wymieniana jako CSS „Confederate States”, ale nigdy oficjalnie nie przemianowana)